# Bauzeitzinsen
Bauzeitzinsen sind in der Immobilienwirtschaft und im Rechnungswesen ein Zinsaufwand, der während der Bauzeit eines fremdfinanzierten Bauwerks anfällt.

## Allgemeines
Aus Sicht der Bautechnik ist die Bauzeit der Zeitraum des Bauprozesses zwischen dem Beginn der Bauausführung eines Bauvorhabens bis zu seiner Bauabnahme. Die Bauzeit bezieht sich wirtschaftlich auf den Bauablauf zwischen Bauplanung und Bezugsfertigkeit. Bauwerke sind vor allem Immobilien (Wohn- oder Gewerbeimmobilien), aber auch andere qualifizierte Vermögenswerte (englisch qualifiyng assets), deren Herstellung etwa ein Jahr oder länger in Anspruch nimmt (Flugzeugbau, Schiffsbau). Voraussetzung ist, dass die Bauwerke ganz oder teilweise durch Baufinanzierungen, Investitionskredite oder Objektfinanzierungen fremdfinanziert sind.
Bauzeitzinsen fallen während des Zeitraumes der Errichtung eines Bauvorhabens an. Sie setzen voraus, dass während der Bauzeit entweder der Bauherr oder der Hersteller des Bauwerks einen Kredit zur Finanzierung der Baumaßnahme aufgenommen hat. Ist bei Immobilien der Bauherr der Kreditnehmer, so handelt es sich um eine Immobilienfinanzierung, ansonsten um eine Baufinanzierung.

## Arten
Als Bauzeitzinsen gelten die Kreditzinsen und auch ein etwaiges Disagio während der Bauzeit. Erfolgt durch das Kreditinstitut lediglich eine Kreditzusage ohne (sofortige) Kreditauszahlung, gehört auch der Bereitstellungszins zum Bauzeitzins.

## Rechnungswesen
Im Handelsrecht werden die Bauzeitzinsen als Fremdkapitalzinsen bezeichnet. Sie fallen an, wenn der Hersteller eine Fremdfinanzierung bei Kreditgebern (etwa Kreditinstituten) aufnimmt. Hierzu wird in § 255 Abs. 3 HGB bestimmt, dass Zinsen für Fremdkapital nicht zu den Herstellungskosten gehören. Allerdings wird im nächsten Satz eingeschränkt, dass Zinsen für Fremdkapital, „das zur Finanzierung der Herstellung eines Vermögensgegenstands verwendet wird, angesetzt werden dürfen, soweit sie auf den Zeitraum der Herstellung entfallen; in diesem Falle gelten sie als Herstellungskosten des Vermögensgegenstands“. Aus dem Kontext ist zu entnehmen, dass der Gesetzgeber im Regelfall davon ausgeht, dass Fremdkapitalzinsen nicht aktiviert werden. Hierdurch ergibt sich für bilanzierende Wirtschaftssubjekte (Unternehmen) ein Aktivierungswahlrecht für Bauzeitzinsen. Werden sie aktiviert (Nebenkosten der Herstellung), erhöhen sich die Herstellungskosten, werden sie nicht aktiviert, erscheinen sie als Zinsaufwand in der Gewinn- und Verlustrechnung und belasten die Ertragslage. Bei der Aktivierung werden Angaben im Anhang zum Jahresabschluss verlangt (§ 284 Abs. 2 Nr. 4 HGB).
Der Neubaupreis ist beim Schiffsbau der mit der Werft vertraglich vereinbarte Baupreis zuzüglich Nebenkosten wie Bauzeitzinsen, Kosten der Bauaufsicht sowie der Erstausrüstung, sofern die Nebenkosten angemessen und üblich sind (§ 11 SchiffsbeleihungswertV).

## Steuerliche Aspekte
Vor allem sind Bauzeitzinsen im Steuerrecht von Interesse. Erzielt ein Wirtschaftssubjekt Einkünfte aus Vermietung und Verpachtung, so sind Bauzeitzinsen sofort abzugsfähige Werbungskosten und gehören nicht zu den Herstellungskosten. Die wichtigsten Werbungskosten in diesem Zusammenhang sind neben den Bauzeitzinsen auch Gebühren für die Baubetreuung, Geldbeschaffungskosten, Rechtsberatungs- und Steuerberatungsgebühren, Avalprovisionen für Mietgarantien oder Abschreibungen (§ 7 Abs. 5 EStG). Bauzeitzinsen können auch bei Überschusseinkünften Herstellungskosten sein.
Bei fertiggestellten Immobilien gehören die vom Erwerber wegen Immobilienfinanzierung zu tragenden Kreditzinsen nicht zu den Anschaffungskosten (§ 255 Abs. 3 HGB). Diese für Herstellungskosten gedachte Regelung trifft auch auf Anschaffungskosten zu, weil nach Ansicht des Bundesfinanzhofs (BFH) kein sachlicher Unterschied zwischen Anschaffung und Herstellung eines Wirtschaftsguts bestehe. Schuldzinsen sind vor Übergabe einer Immobilie an den Erwerber entstanden, wenn der Bauträger die ihm während der Bauzeit angefallenen Bauzeitzinsen in Rechnung stellt. Wird eine erworbene Immobilie erst gebaut, sind die Bauzeitzinsen ein Teil der Anschaffungskosten.

## International
Nach US GAAP und FASB (SFAS 34) sind Fremdkapitalzinsen (englisch capitalization of interest) sowohl bei der Anschaffung als auch bei der Herstellung aktivierungspflichtig, sofern es sich um qualifizierte Vermögenswerte (englisch qualifying assets) handelt (IAS 23.11). Bei qualifizierten Vermögenswerten dauert deren Produktionsprozess länger als 12 Monate (etwa Flugzeuge, Gebäude, Schiffe, aber auch wegen der Reifezeit Käse oder Wein).

## Wirtschaftliche Aspekte
Bauzeitzinsen sind Bestandteil der gesamten Baukosten. Verlängert sich die Bauzeit, so erhöhen die Bauzeitzinsen die Baukosten, sofern kein Festpreis vereinbart wurde. Das kann zu einer unerwünschten Nachfinanzierung führen. Auch aus diesem Grund sind die Bauzeitzinsen im Finanzierungsplan zu berücksichtigen. Die Fremdkapitalzinsen müssen in der Steuerbilanz als Herstellungskosten aktiviert werden, wenn sie in der Handelsbilanz aktiviert wurden. Werden jedoch die Fremdkapitalzinsen freiwillig bei den steuerlichen Herstellungskosten berücksichtigt, ist es – wegen Fortfalls der umgekehrten Maßgeblichkeit – nicht erforderlich, sie in der Handelsbilanz zu aktivieren.